# Conclave de 1590 (setembre)

Escut papal de Sa Santedat el papa Urbà VII

El Conclave de setembre de 1590 va ser la reunió d'elecció papal realitzada després de la mort del Papa Sixt V. Va tenir lloc entre el 7 i el 15 de setembre de 1590.
El Papa Sixt V va morir el 27 d'agost de 1590. Durant el seu pontificat, va reformar la Cúria Romana, que crea les congregacions permanents, i el Col·legi Cardenalici, que ara té més de 70 membres. Moltes vegades, és també considerat com l'últim papa de la Contrareforma. En la fase final del seu papat, el problema polític més gran va ser una guerra religiosa a França, on el Papa Sixt V va donar suport amb vehemència la Santa Lliga de París i va excomunicar Enric IV de França.
Cinquanta-quatre dels seixanta-set cardenals van entrar en el conclave. Va acabar triat el cardenal Giovanni Battista Castagna, assumint el nom d'Urbà VII.

## Cardenals votants
JIII = nomenat cardenal per Juli III
PIV = nomenat cardenal per Pius IV
PV = nomenat cardenal per Pius V
GXIII = nomenat cardenal pelr Gregori XIII
SV = nomenat cardenal per Sixt V
1. Giovanni Antonio Serbelloni, Degà del Col·legi Cardenalici (PIV)
2. Alfonso Gesualdo (PIV)
3. Innico d'Avalos d'Aragona (PIV)
4. Marcantonio Colonna (PIV)
5. Tolomeo Gallio (PIV)
6. Gabriele Paleotti (PIV)
7. Girolamo Simoncelli (JIII)
8. Markus Sitticus von Hohenems (PIV)
9. Ludovico Madruzzo (PIV)
10. Michele Bonelli, Orde dels Predicadors (PV)
11. Antonio Carafa (PV)
12. Giulio Antonio Santorio (PV)
13. Girolamo Rusticucci (PV)
14. Nicolas de Pellevé (PV)
15. Gian Girolamo Albani (PV)
16. Pedro de Deza (GXIII)
17. Giovanni Gonzaga (GXIII)
18. Giovanni Antonio Facchinetti (futur Papa Innocenci IX) (GXIII)
19. Giovanni Battista Castagna (elegit amb el nom d'Urbà VII) (GXIII)
20. Alexandre Otaviano de Médici (futur Papa Lleó XI) (GXIII)
21. Giulio Canani (GXIII)
22. Niccolò Sfondrati (futur Papa Gregori XIV) (GXIII)
23. Antonmaria Salviati (GXIII)
24. Agostino Valier (GXIII)
25. Vincenzo Lauro (GXIII)
26. Filippo Spinola (GXIII)
27. Simeone Tagliavia d' Aragona (GXIII)
28. Scipione Lancelotti (GXIII)
29. Francesco Sforza di Santa Fiora (GXIII)
30. Alessandro Peretti di Montalto (SV)
31. Giovanni Battista Castrucci (SV)
32. Federico Cornaro (Sr.), Orde del Sant Sepulcre de Jerusalem (SV)
33. Ippolito de’ Rossi (SV)
34. Domenico Pinello (SV)
35. Ippolito Aldobrandini (futur Papa Climent VIII) (SV)
36. Girolamo della Rovere (SV)
37. Girolamo Bernerio, Orde dels Predicadors (SV)
38. Antonio Maria Galli (SV)
39. Costanzo da Sarnano, Orde de Frares Menors Conventuals (SV)
40. Benedetto Giustiniani (SV)
41. Girolamo Mattei (SV)
42. Ascanio Colonna (SV)
43. William Allen (SV)
44. Scipione Gonzaga (SV)
45. Antonmaria Sauli (SV)
46. Giovanni Palotta (SV)
47. Juan Hurtado de Mendoza (SV)
48. Frederico Borromeu (SV)
49. Giovanni Francesco Morosini (SV)
50. Agostino Cusani (SV)
51. Francesco Maria Del Monte (SV)
52. Mariano Pierbenedetti (SV)
53. Gregorio Petrocchini (SV)
54. Guido Pepoli (SV)

### Absents
1. Andreas von Austria (GXIII)
2. Albert VII d'Àustria (GXIII)
3. Gaspar de Quiroga y Vela (GXIII)
4. Rodrigo de Castro Osorio (GXIII)
5. François de Joyeuse (GXIII)
6. Jerzy Radzvil (Radziwill) (GXIII)
7. Carles II de Borbó de Vendome (GXIII)
8. Andreu Báthory (GXIII)
9. Enrico Caetani (SV)
10. Philippe de Lénoncourt (SV)
11. Pierre de Gondi (SV)
12. Hugues Loubenx de Verdalle (SV)
13. Charles de Lorraine-Vaudemont (SV)